# Conferência Centro-Oeste do Brasil Futebol Americano de 2018
A Conferência Centro-Oeste é uma das quatro conferências da Brasil Futebol Americano de 2018. A conferência possui sete times. Os quatro melhores times avançam a semifinais da conferência, com o primeiro recebendo o quarto colocado e o segundo recebendo o terceiro. Os vencedores avançam para a final de conferência, com mando do time de melhor campanha. O campeão da conferência classifica-se às Semifinais Nacionais para enfrentar o campeão da Conferência Nordeste. A pior equipe da conferência sendo rebaixada para a Liga Nacional de 2019.

## Classificação
Classificados para os Playoffs estão marcados em verde e em rosa o rebaixado à Liga Nacional de 2019.
| Pos | Times                   | V | E | D | PCT   | PF  | PS  | SP   |
| --- | ----------------------- | - | - | - | ----- | --- | --- | ---- |
| 1   | Tubarões do Cerrado     | 6 | 0 | 0 | 1.000 | 299 | 31  | 268  |
| 2   | Sorriso Hornets         | 4 | 0 | 2 | .667  | 182 | 61  | 121  |
| 3   | Cuiabá Arsenal          | 4 | 0 | 2 | .667  | 144 | 105 | 39   |
| 4   | Leões de Judá           | 4 | 0 | 2 | .667  | 149 | 78  | 71   |
| 5   | Campo Grande Predadores | 2 | 0 | 4 | .333  | 111 | 112 | -1   |
| 6   | Brasília Templários     | 1 | 0 | 5 | .167  | 58  | 262 | -204 |
| 7   | Goiânia Rednecks[a]     | 0 | 0 | 6 | .000  | 0   | 294 | -294 |

### Resultados
Primeira Rodada
| 21 de julho | W.O.[a] | Campo Grande Predadores | 49–00 | Goiânia Rednecks |  |  |  |

| 21 de julho 14:00 UTC -3 | Relatório | Leões de Judá | 54–03 | Brasília Templários |  | Estádio Abadião, Ceilândia-DF |  |

| 29 de julho 16:00 UTC -4 | Relatório | Cuiabá Arsenal | 06–24 | Sorriso Hornets |  | Arena Pantanal, Cuiabá-MT |  |

Segunda Rodada
| 4 de agosto | W.O.[a] | Leões de Judá | 49–00 | Goiânia Rednecks |  |  |  |

| 4 de agosto 14:00 UTC -3 | Relatório | Tubarões do Cerrado | 62–06 | Cuiabá Arsenal |  | Estádio Abadião, Ceilândia-DF |  |

| 4 de agosto 18:00 UTC -4 | Relatório | Sorriso Hornets | 17–13 | Campo Grande Predadores |  | Estádio Toca do Lobo, Sorriso-MT |  |

Terceira Rodada
| 18 de agosto | W.O.[a] | Goiânia Rednecks | 00–49 | Sorriso Hornets |  |  |  |

| 18 de agosto 14:00 UTC -3 | Relatório | Tubarões do Cerrado | 61–00 | Brasília Templários |  | Estádio Abadião, Ceilândia-DF |  |

| 19 de agosto 14:00 UTC -4 | Relatório | Campo Grande Predadores | 07–13 | Cuiabá Arsenal |  | Estádio das Moreninhas, Campo Grande-MS |  |

Quarta Rodada
| 1 de setembro | W.O.[a] | Cuiabá Arsenal | 49–00 | Goiânia Rednecks |  |  |  |

| 1 de setembro 14:00 UTC -3 | Relatório | Brasília Templários | 06–33 | Campo Grande Predadores |  | Universidade Católica de Brasília, Águas Claras-DF |  |

| 2 de setembro 14:00 UTC -3 | Relatório | Leões de Judá | 08–35 | Tubarões do Cerrado |  | Estádio Abadião, Ceilândia-DF |  |

Quinta Rodada
| 15 de setembro | W.O.[a] | Goiânia Rednecks | 00–49 | Tubarões do Cerrado |  |  |  |

| 15 de setembro 18:00 UTC -4 | Relatório | Sorriso Hornets | 65–00 | Brasília Templários |  | Estádio Toca do Lobo, Sorriso-MT |  |

| 16 de setembro 14:00 UTC -4 | Relatório | Campo Grande Predadores | 09–14 | Leões de Judá |  | Estádio das Moreninhas, Campo Grande-MS |  |

Sexta Rodada
| 29 de setembro 11:00 UTC -3 | Relatório | Brasília Templários | 00–49 | Cuiabá Arsenal |  | Universidade Católica de Brasília, Águas Claras-DF |  |

| 29 de setembro 15:30 UTC -3 | Relatório | Tubarões do Cerrado | 62–00 | Campo Grande Predadores |  | Universidade Católica de Brasília, Águas Claras-DF |  |

| 30 de setembro 9:00 UTC -3 | Relatório | Leões de Judá | 12–10 | Sorriso Hornets |  | Estádio Abadião, Ceilândia-DF |  |

Sétima Rodada
| 13 de outubro | W.O.[a] | Brasília Templários | 49–00 | Goiânia Rednecks |  |  |  |

| 13 de outubro 18:00 UTC -4 | Relatório | Sorriso Hornets | 17–30 | Tubarões do Cerrado |  | Estádio Toca do Lobo, Sorriso-MT |  |

| 13 de outubro 20:00 UTC -4 | Relatório | Cuiabá Arsenal | 21–12 | Leões de Judá |  | Arena Pantanal, Cuiabá-MT |  |